# Gottlieb Lang
Gottlieb Friedrich Lang (* 23. März 1793 in Stuttgart; † 13. Mai 1859 in Mannheim) war ein deutscher Verwaltungsjurist.

## Leben
Gottlieb Lang studierte ab 1812 Rechtswissenschaften an der Universität Heidelberg und wurde dort Mitglied des Corps Suevia Heidelberg. Nach einer Unterbrechung des Studiums durch seine Teilnahme an den Befreiungskriegen, in denen er 1814 Secondeleutnant im 7. Landwehrbataillon und 1815 Premierleutnant war, setzte er es in Heidelberg fort. 1818 begründete er als Heidelberger Senior das Kartell mit dem Corps Suevia II in Tübingen. Lang trat 1818 als Rechtspraktikant in den badischen Verwaltungsdienst, unter anderem bei den Bezirksämtern Engen und Mosbach, ein und wurde 1822 Amtsassessor in Mosbach. 1823 wurde er zum Amtsverwalter in Sinsheim und 1824 zum Amtmann und Amtsvorstand des Bezirksamts in Lahr ernannt und dort 1830 zum Oberamtmann befördert. 1842 folgte seine Versetzung als Regierungsrat zur Regierung des Mittelrheinkreises in Rastatt. 1850 wechselte er zur Regierung des Unterrheinkreises nach Mannheim.
Lang war von 1835 bis 1846 gemäßigt regierungsnaher Abgeordneter des 36. Ämterwahlbezirks (Neckarbischofsheim) zur Zweiten Kammer der Badischen Ständeversammlung.

## Auszeichnungen
- Ritter des Ordens vom Zähringer Löwen, 1836
- Felddienstauszeichnung, 1839
- Ernennung zum Geheimen Regierungsrat, 1857